# Oberlauterbach
Oberlauterbach je občina v departmaju Bas-Rhin francoske regije Alzacija.
Leta 1990 je v občini živelo 396 oseb oz. 74 oseb/km².